# Echinopsis spachiana
Echinopsis spachiana (Lemaire) H.Friedrich i G.D Rowley, és una espècie fanerògama, que es classifica dins de la família Cactaceae.

## Distribució
És oriünda de Catamarca, Jujuy, La Rioja, Mendoza, Salta, San Juan i Tucuman en Argentina, i també de Bolívia. Aquesta espècie s'ha estès per gran part del món.

## Descripció
És un cactus columnar, ramificat des de la base amb branques ascendents, fins a 2 metres d'alçària, i 5 cm de diàmetre. Color verd clar. El color se sol perdre en la base de les plantes més velles. Espines entre 8 i 10 mm, de color groguenc al tronc, i rogenc en la punta.Flors grans, blanques i inodores, de més de 15 cm de diàmetre, amb un tub verd, amb nombroses escames i llana negra.

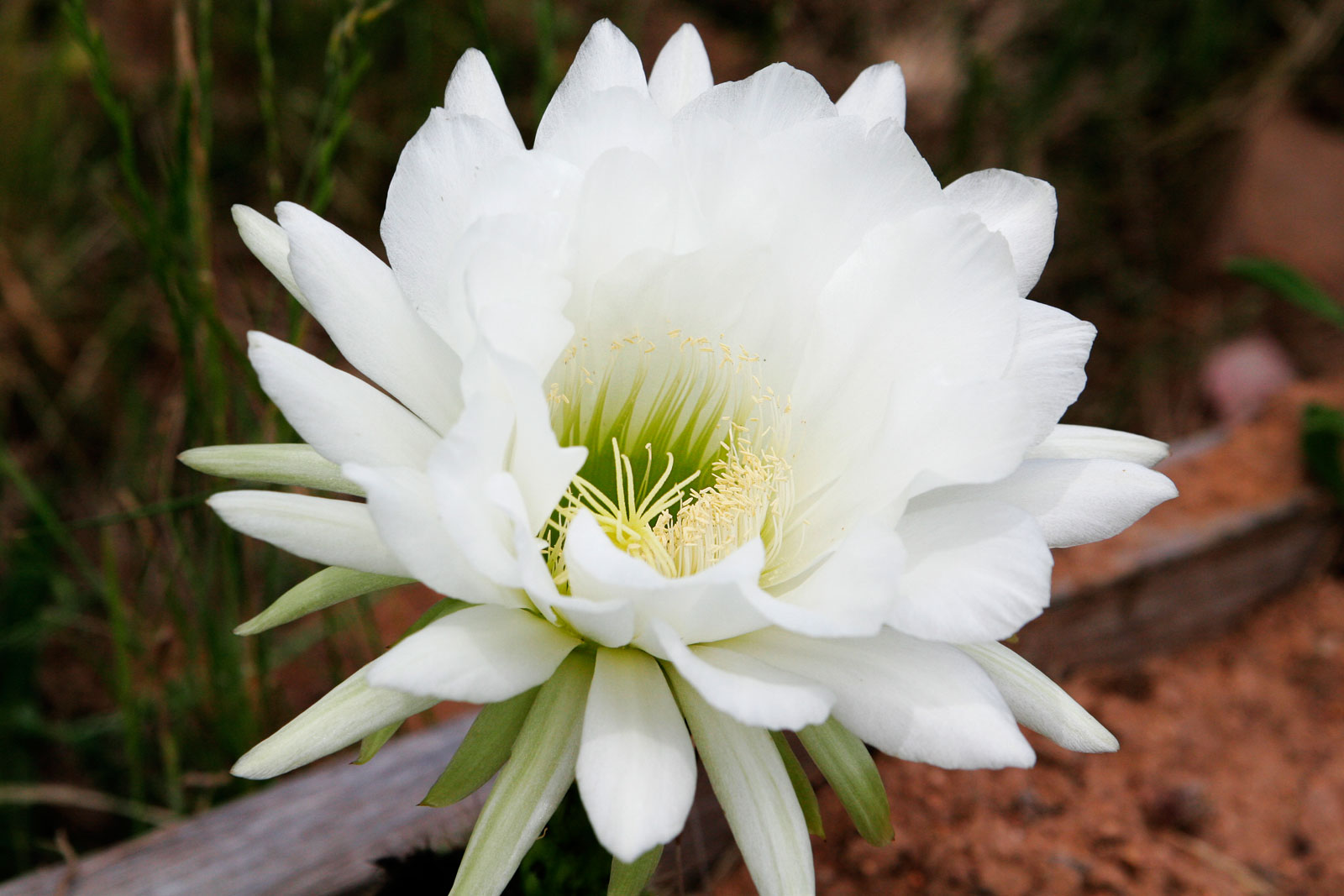
Flor d'Echinopsis spachiana

## Cultiu
Es cultiva a ple sol, amb compost estàndard i reg moderat. Resisteix temperatures de fins a 10 °C, però pot aguantar petites gelades, això la converteix en una planta resistent al cultiu en la costa Mediterrània.

## Reproducció
Es reprodueix per llavors, o més ràpidament per esqueix, amb procés fàcil en ambdós casos i creixement ràpid.